# Francesco Penso

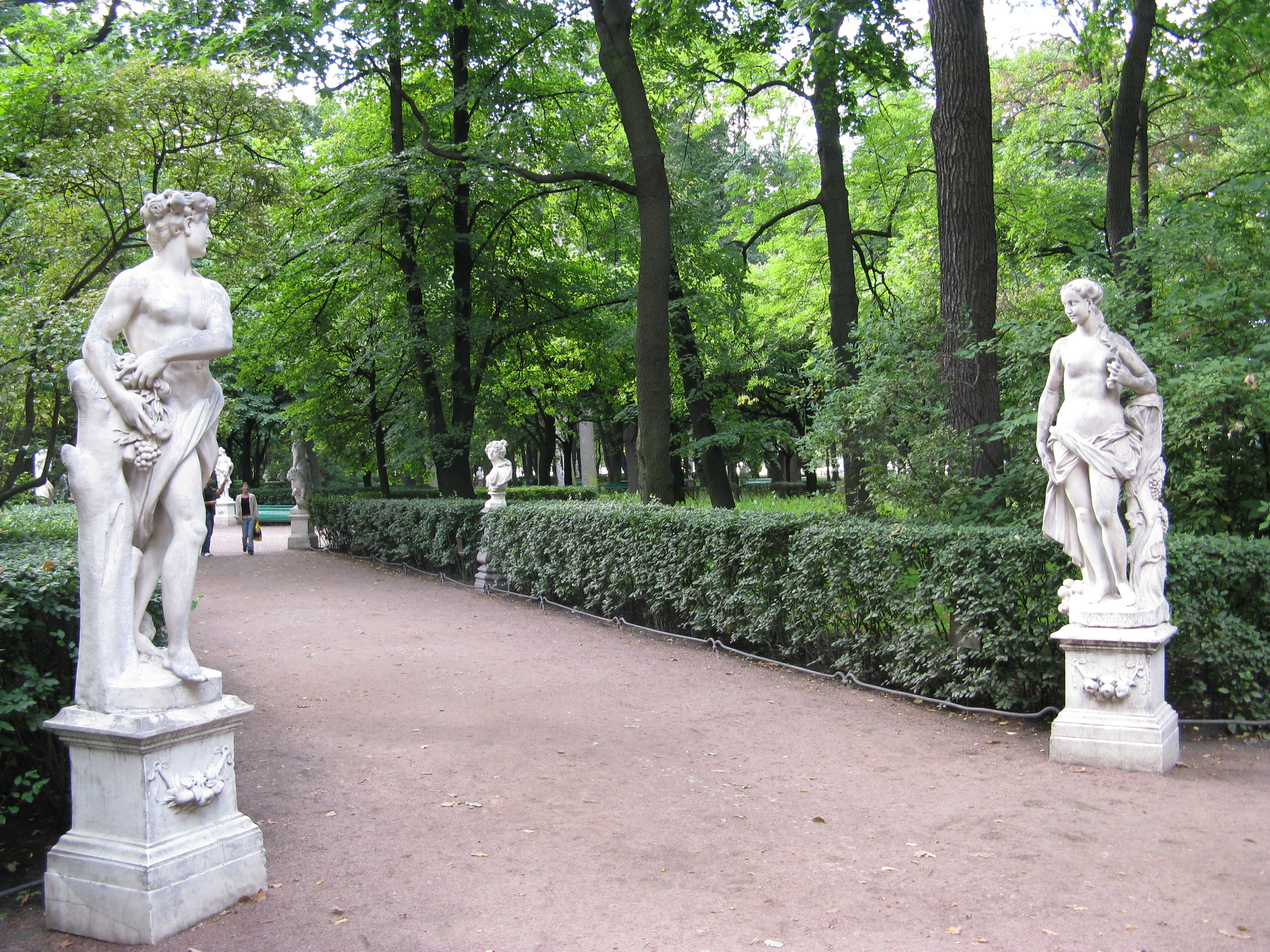
Vertumne et Pomone (1717) dans une allée du jardin d'été de Pierre le Grand, Saint-Pétersbourg

Francesco Penso dit  Cabianca (né à Venise en 1665 ? et mort dans la même ville en 1737) est un sculpteur italien. Sa première œuvre connue est le marbre Saint-Benoît (1695) pour San Michele in Isola à Venise. Son œuvre la plus connue est le reliquaire (1711), avec des bas-reliefs de la Crucifixion, de la Déposition du Christ et de la Pietà, pour la sacristie de la Basilique de Santa Maria Gloriosa dei Frari à Venise.

## Biographie
Francesco Penso est né et mort à Venise. Deuxième fils de Pietro Penso, afin d'hériter de la dot de sa première épouse, Lucietta Cabianca, il prend son nom de famille. Élève du sculpteur vénitien Josse le Court, il ouvre son  atelier à Venise, dans la rue Ca' Foscari, où travaillent Pietro Baratta et, pendant une courte période vers 1693, Giulio Cesare Fontana (it). Vers 1698 en raison de la rareté des commandes dans son pays, il part pour la Dalmatie où il passe la décennie 1698-1708, où il réalise des sculptures pour le maître-autel avec les saints Jean, Dominique, Bruno et Chiara pour Santa Chiara, Cattaro ( Kotor ), un autel pour San Giuseppe et l'autel en marbre de la chapelle de St Tryfon, à San Trifone.
À Venise se trouvent ses calcaires Bellone, déesse de la Guerre, à l'entrée de l'Arsenal. Dans des niches sur la façade de l'église des Gesuiti au sommet de la balustrade se trouvent Saint Jean l'Évangéliste et Saint Jacques avec Saint André.
Son bas-relief des martyres des saints patrons remplit le tympan de Santi Simeone e Giuda. Sur l'escalier du Seminario Patriarcale se trouvent des panneaux en bas-relief illustrant le Rêve de Jacob et la Vision de l'orphelin . Le martyre des saints dans l'église à San Simeone Piccolo
Plusieurs de ses figures de marbre grandeur nature se trouvent au Jardin d'été de Saint-Pétersbourg : un Saturne, Vertumne et Pomone (1717), un Antinoüs (1722).